# Jorge Romo
Jorge Israel Romo Salinas (ur. 9 stycznia 1990) – chilijski piłkarz występujący na pozycji pomocnika. Obecnie jest zawodnikiem Everton Viña del Mar.
22 grudnia 2011 zadebiutował w reprezentacji Chile w spotkaniu towarzyskim z Paragwajem.